# Буриан, Иштван фон
Иштван (Штефан) Буриан фон Райец (венг. Rajeci gróf Burián István; нем. Stephan Baron Burián von Rajecz; 16 января 1851, Штампфен, Королевство Венгрия, Австрийская империя — 20 октября 1922, Вена, Австрия) — австро-венгерский дипломат и государственный деятель.

## Биография

### Карьера
Родился в Штампфене (ныне Словакия) в аристократической венгерской семье. После окончания Дипломатической академии находился на консульской службе, работал, в том числе, в австрийском генеральном консульстве в Москве, затем перешёл на дипломатическую службу. В 1887—1895 годах — посол в Софии, в 1896—1897 годах — посол в Вюртемберге, в 1897—1903 годах — посол в Афинах. Считался экспертом по Балканам. В 1900 году ему был присвоен титул барона, в 1918 году —- графа.
В 1903 году назначен императором Францем-Иосифом министром финансов (сохранял этот пост до 1912 года). В 1913—1915 годах — полномочный министр при короле Венгрии (один из титулов Франца-Иосифа), фактически осуществлял связь между центральной властью в Вене и правительством Венгрии в Будапеште.
В 1915 году занял пост министра иностранных дел, однако в конце 1916 года с восшествием на трон императора Карла I был замещён Оттокаром Черниным и вернулся к исполнению обязанностей министра финансов.

### Первая мировая война
Ещё в начале 1914 года Буриан высказался по поводу напряжённости в австро-русской дипломатии: по его мнению, если бы Австро-Венгрия дала России гарантию по поводу своего невмешательства в польско-украинские дела в Галиции и не поддерживала бы их сепаратизма, то у России не было бы причин настраивать балканские страны против Австро-Венгрии. Кроме того, в ходе переговоров с Италией о её вступлении в войну, Буриан старался как можно дольше удержать её от этого шага, сохранив, при этом, территориальную целостность Австрии (Италии предполагалось передать Трентино).
В ходе Берлинской конференции по вопросам Польши (11—13 августа 1915 года) настаивал на расширении роли Австрии в управлении оккупированными областями Польши. Пытался также проводить гибкую политику в отношении Германии и избегать её давления. В сентябре 1918 года обратился с меморандумом ко всем нациям, предлагая завершить войну дипломатическим путём.
После окончания войны подвергался за свою позицию нападкам со стороны германских военных, в том числе Эриха Людендорфа. Жил в Вене, занимался написанием мемуаров (вышли после смерти Буриана).

## Награды
- Королевский венгерский орден Святого Стефана (1910)
- Кавалер Ордена Золотого руна (1918)

## Сочинения
- Burián S., graf. Drei Jahre. Aus der Zeit meiner Amtsführung im Kriege / Stephan Graf Burian. Berlin, Verlag Ullstein, 1923. 333 p.
- Burián von Rajecz S. Austria in Dissolution: Being the Personal Recollections of Stephan, Count Burián / translated by Brian Lunn, M. A. London: E. Benn, 1925. 455 р. - выдержала 8 изданий